# Bishama Katek
Bishama Katek é uma vila no distrito de Rayagada, no estado indiano de Orissa.

## Demografia
Segundo o censo de 2001, Bishama Katek tinha uma população de 7407 habitantes. Os indivíduos do sexo masculino constituem 50% da população e os do sexo feminino 50%. Bishama Katek tem uma taxa de literacia de 67%, superior à média nacional de 59.5%; a literacia no sexo masculino é de 76% e no sexo feminino é de 58%. 11% da população está abaixo dos 6 anos de idade.